# Christoph Friedrich Otto
Christoph Friedrich Otto (* 4. Dezember 1783 in Schneeberg; † 7. September 1856 in Berlin) war ein deutscher Gärtner und Botaniker. Sein offizielles botanisches Autorenkürzel lautet „Otto“. 

## Leben
Von 1805 bis 1843 war Otto Inspektor des Königlichen Botanischen Gartens in Berlin-Schöneberg, dem Vorgänger des Botanischen Gartens Berlin. Zusammen mit Albert Gottfried Dietrich war er 1833 bis 1856 Herausgeber der Allgemeinen Gartenzeitung. 
Sein Sohn, Eduard Otto (1812–1885), war ebenfalls Botaniker und Herausgeber der Neuen Allgemeinen Garten- und Blumenzeitung, die nach sieben Ausgaben 1851 mit der Hamburger Garten- und Blumenzeitung fortgesetzt wurde.

## Ehrungen
Die Pflanzengattungen Ottoa Kunth aus der Familie der Doldenblütler (Apiaceae) und Ottonia Spreng. aus der Familie der Piperaceae sind nach ihm benannt worden.

## Werke (Auswahl)
- Abbildung der fremden in Deutschland ausdauernden Holzarten, 1819–1830 (zusammen mit Friedrich Guimpel und Friedrich Gottlob Hayne)
- mit Heinrich Friedrich Link: Abbildungen auserlesener Gewächse des königlichen botanischen Gartens, 1820–1828
- mit Heinrich Friedrich Link: Abbildungen neuer und seltener Gewächse …, 1828–1831
- mit Ludwig Georg Karl Pfeiffer: Abbildung und Beschreibung blühender Cacteen, 1838–1850, Theodor Fischer, Cassel, 1843
- mit Heinrich Friedrich Link und Johann Friedrich Klotzsch: Icocnes plantarum rariorum horti Regii Botanici Berolinensis – Abbildungen seltener Pflanzen des Königlichen botanischen Gartens …, Veit und Co, Berlin. Digitalisat 1. Band, 1841 u. Digitalisat 2. Band, 1844